# Troy (Montana)
Troy és una població dels Estats Units a l'estat de Montana. Segons el cens del 2000 tenia 957 habitants.

## Demografia
Segons el cens del 2000, Troy tenia 957 habitants, 425 habitatges, i 252 famílies. La densitat de població era de 486,2 habitants per km².
Dels 425 habitatges en un 29,6% hi vivien nens de menys de 18 anys, en un 44,9% hi vivien parelles casades, en un 9,6% dones solteres, i en un 40,5% no eren unitats familiars. En el 37,4% dels habitatges hi vivien persones soles el 14,6% de les quals corresponia a persones de 65 anys o més que vivien soles. El nombre mitjà de persones vivint en cada habitatge era de 2,25 i el nombre mitjà de persones que vivien en cada família era de 2,92.
Per edats la població es repartia de la següent manera: un 28,2% tenia menys de 18 anys, un 4,7% entre 18 i 24, un 23,1% entre 25 i 44, un 28,1% de 45 a 60 i un 15,9% 65 anys o més.
L'edat mediana era de 41 anys. Per cada 100 dones de 18 o més anys hi havia 93,5 homes.
La renda mediana per habitatge era de 19.635 $ i la renda mediana per família de 26.691 $. Els homes tenien una renda mediana de 26.250 $ mentre que les dones 16.250 $. La renda per capita de la població era de 10.620 $. Aproximadament el 19,9% de les famílies i el 27,5% de la població estaven per davall del llindar de pobresa.

## Poblacions més properes
El següent diagrama mostra les poblacions més properes.